# Sphinx (zoologia)
Sphinx (Linnaeus, 1758) è un genere di lepidotteri appartenente alla famiglia Sphingidae. Venne eretto a genere nella decima edizione del 
Systema Naturae.

## Descrizione
Gli appartenenti al genere Sphinx si differenziano rispetto ad altri sfingidi perché sono privi del un ciuffo di peli che orna l'estremità dell'addome; le loro ali sono di solito elegantemente colorate.

## Distribuzione e habitat
Il genere è diffuso delle Americhe e nella regione paleartica.

## Specie
- Sphinx adumbrata (Dyar, 1912)

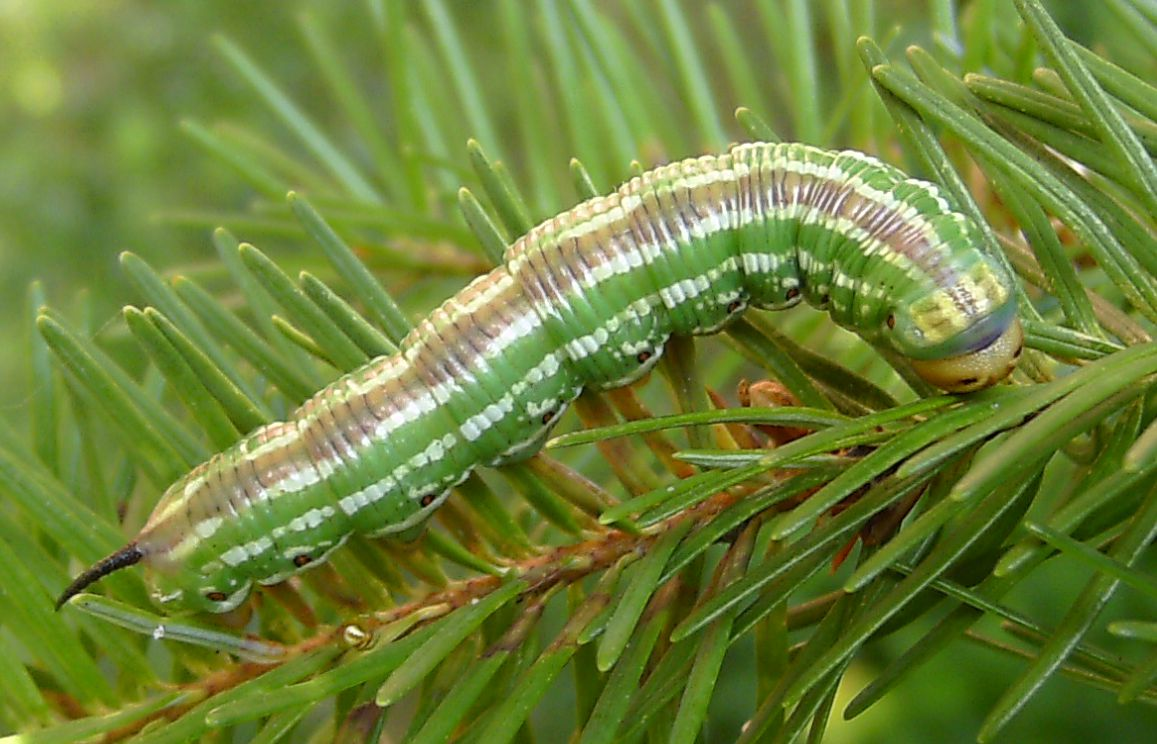
Bruco di Sphinx pinastri

- Sphinx asellus (Rothschild & Jordan, 1903)
- Sphinx caligineus (Butler, 1877)
- Sphinx canadensis (Boisduval, 1875)
- Sphinx centrosinaria Kitching & Jin, 1998
- Sphinx chersis (Hubner, 1823)
- Sphinx chisoya (Schaus, 1932)
- Sphinx constricta Butler, 1885
- Sphinx crassistriga (Rothschild & Jordan, 1903)
- Sphinx dollii Neumoegen, 1881
- Sphinx drupiferarum JE Smith, 1797
- Sphinx formosana Riotte, 1970
- Sphinx franckii Neumoegen, 1893
- Sphinx gordius Cramer, 1779
- Sphinx kalmiae JE Smith, 1797
- Sphinx leucophaeata Clemens, 1859
- Sphinx libocedrus Edwards, 1881
- Sphinx ligustri Linnaeus, 1758
- Sphinx luscitiosa Clemens, 1859
- Sphinx maurorum (Jordan, 1931)
- Sphinx morio (Rothschild & Jordan, 1903)
- Sphinx nogueirai Haxaire, 2002
- Sphinx oberthueri (Rothschild & Jordan, 1903)
- Sphinx perelegans Edwards, 1874
- Sphinx pinastri Linnaeus, 1758
- Sphinx poecila Stephens, 1828
- Sphinx sequoiae Boisduval, 1868
- Sphinx vashti Strecker, 1878

## Galleria d'immagini

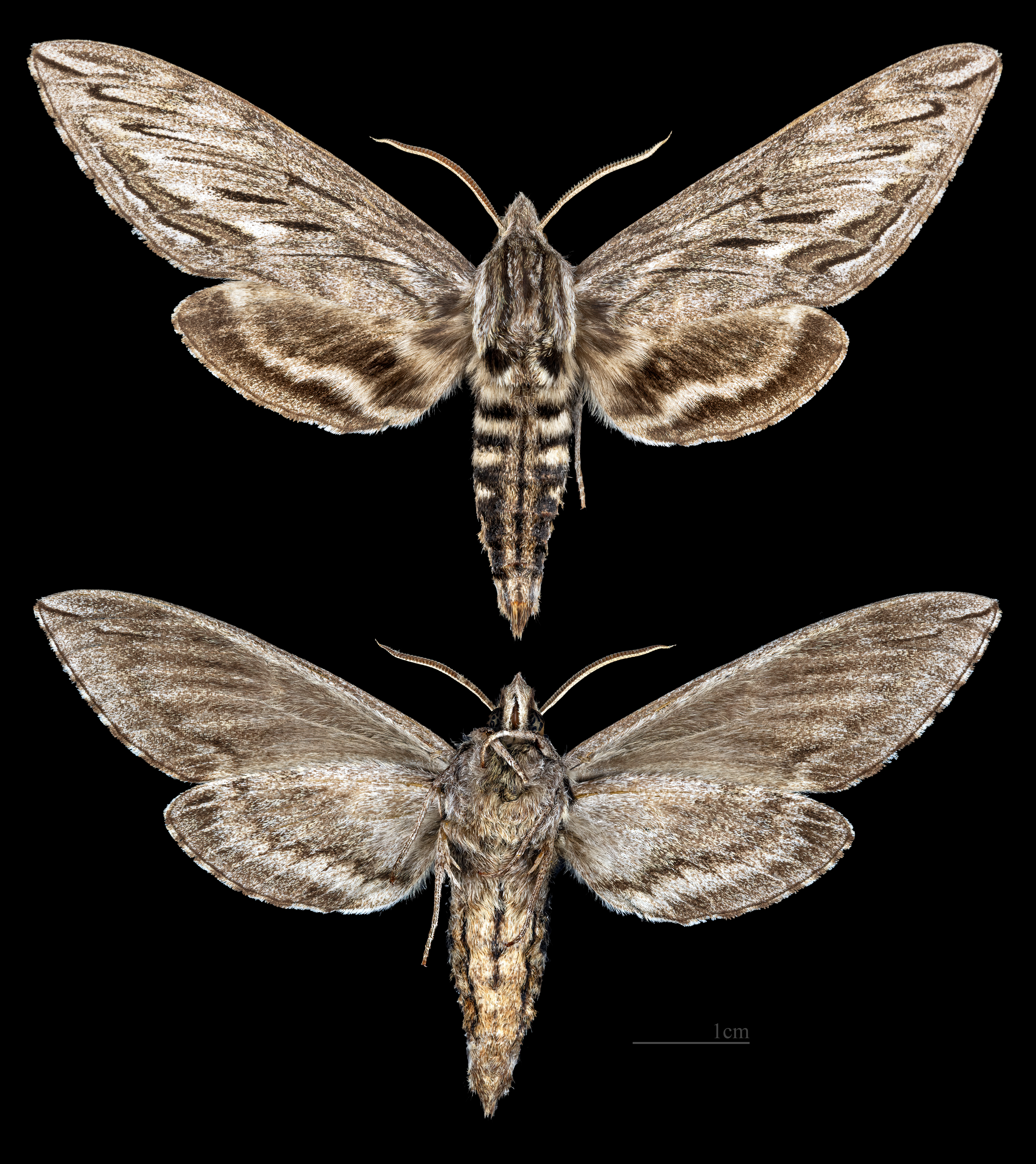
Sphinx canadensis
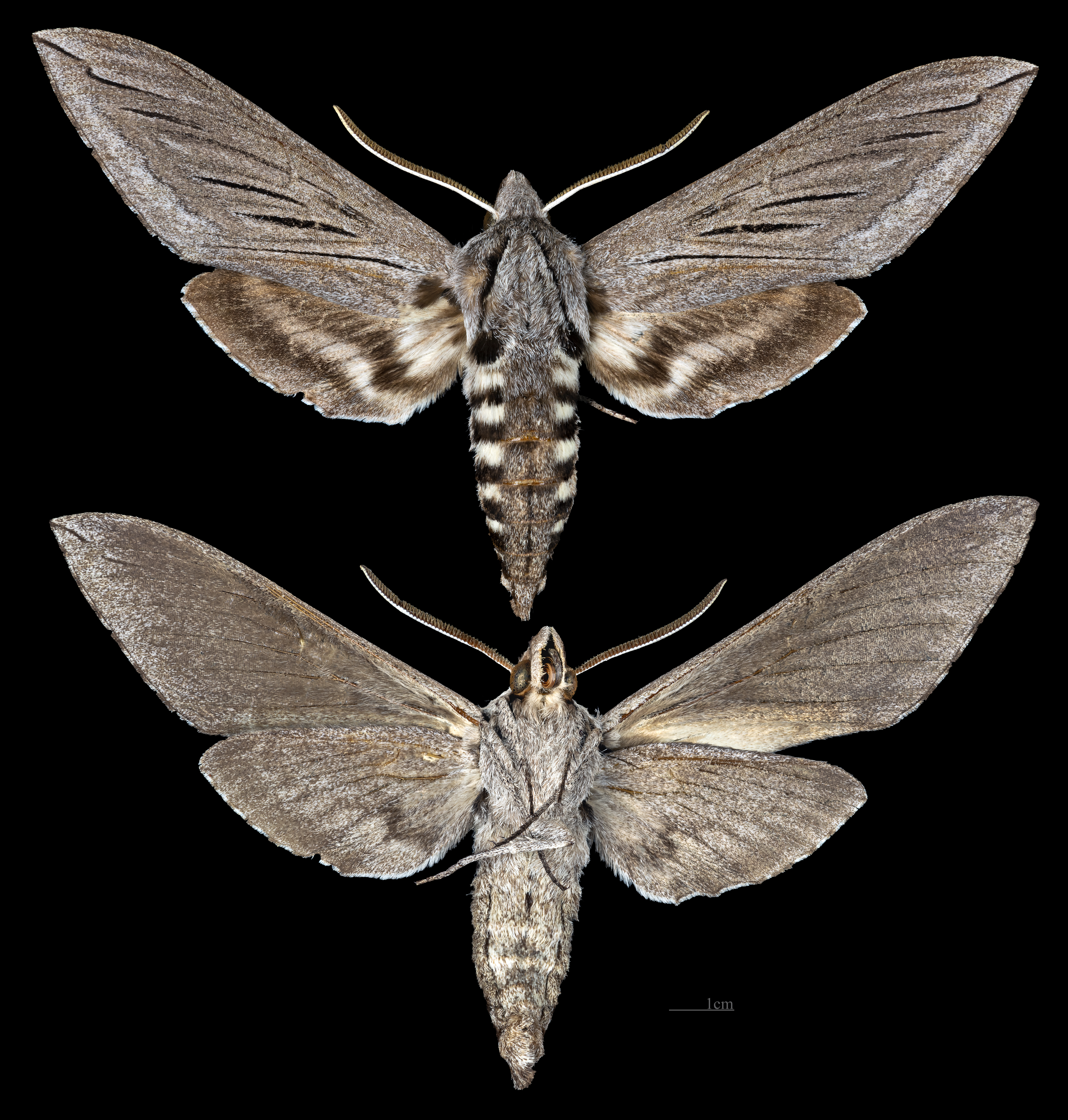
Sphinx chersis
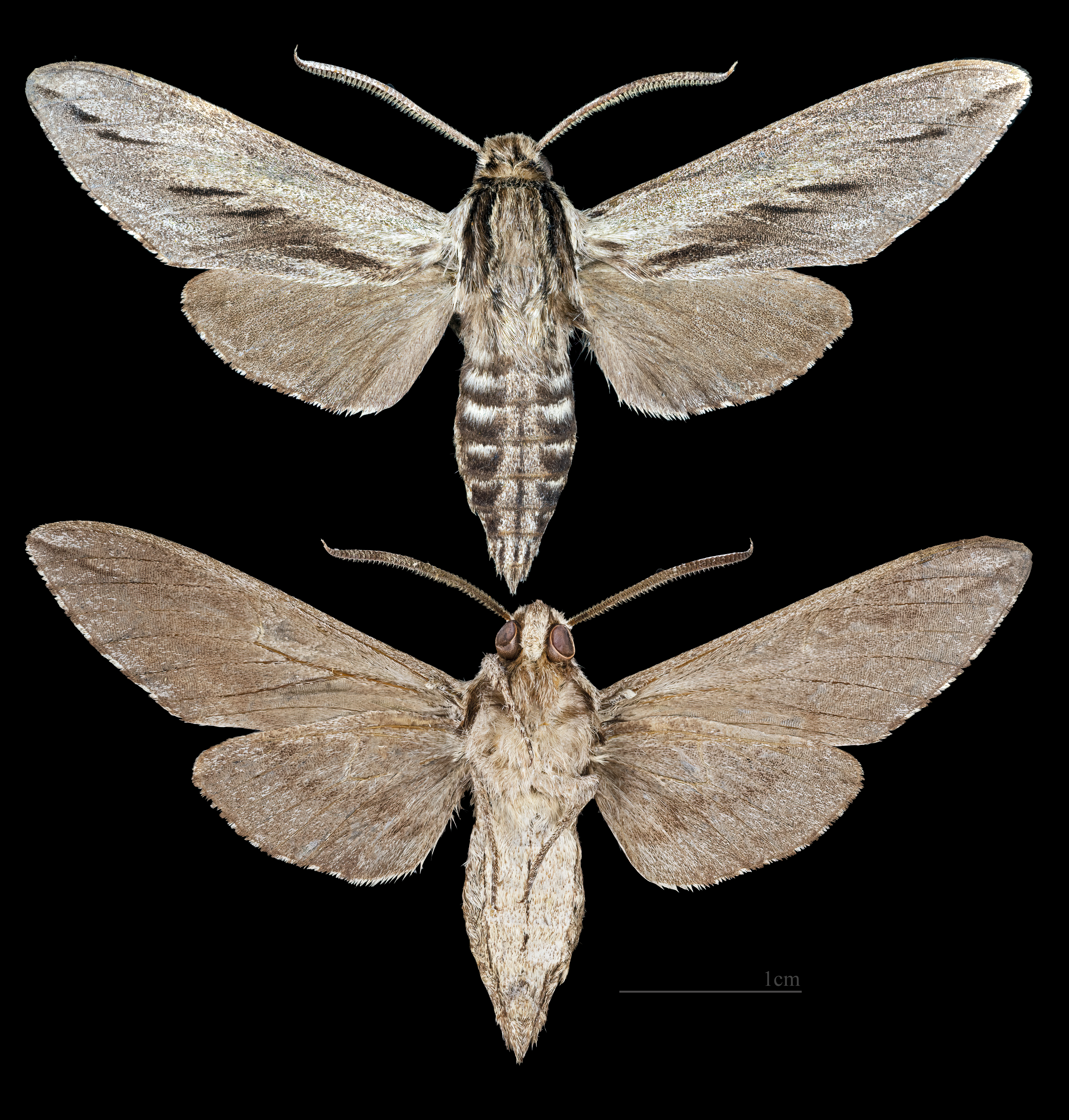
Sphinx dollii
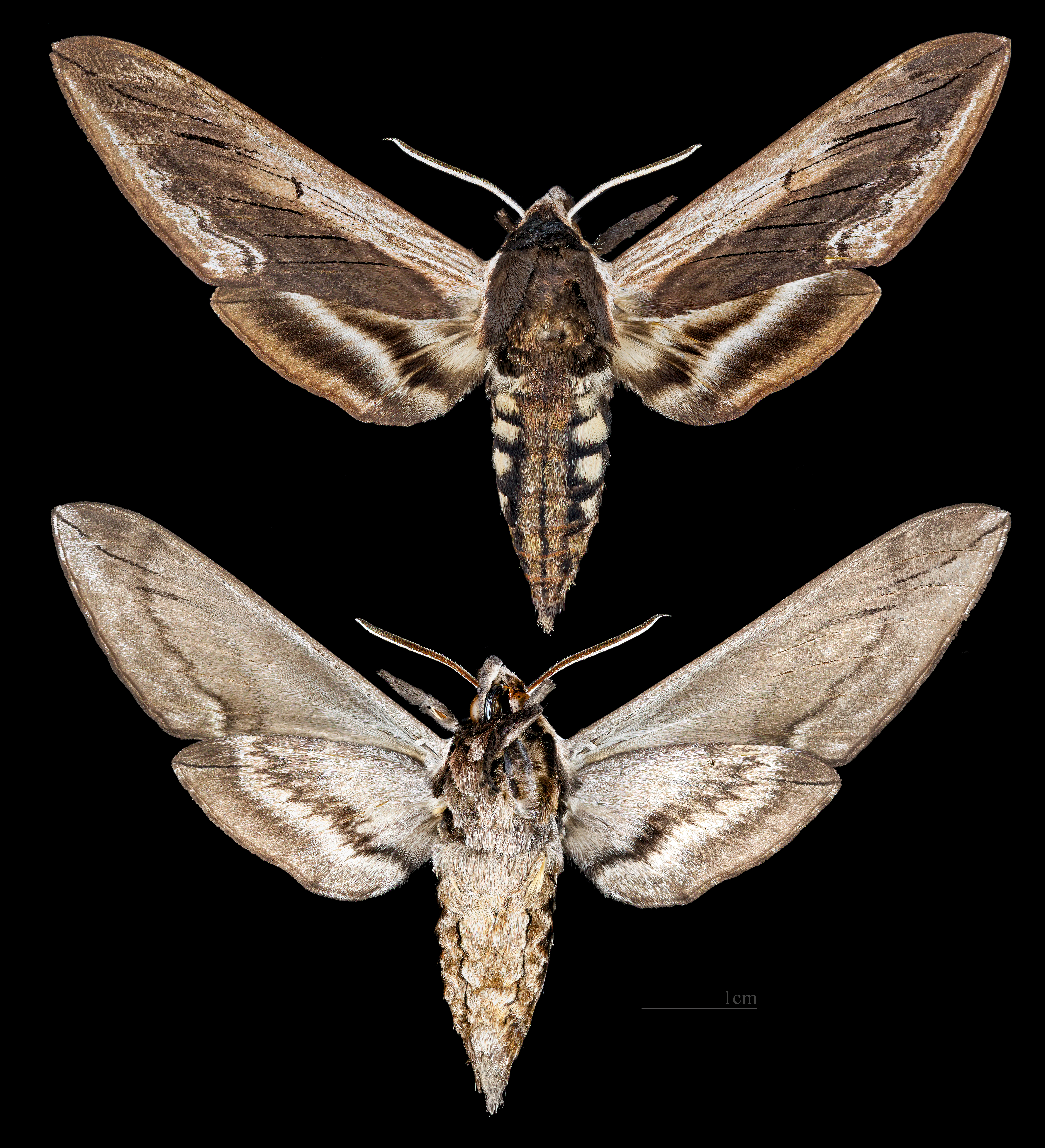
Sphinx drupiferarum
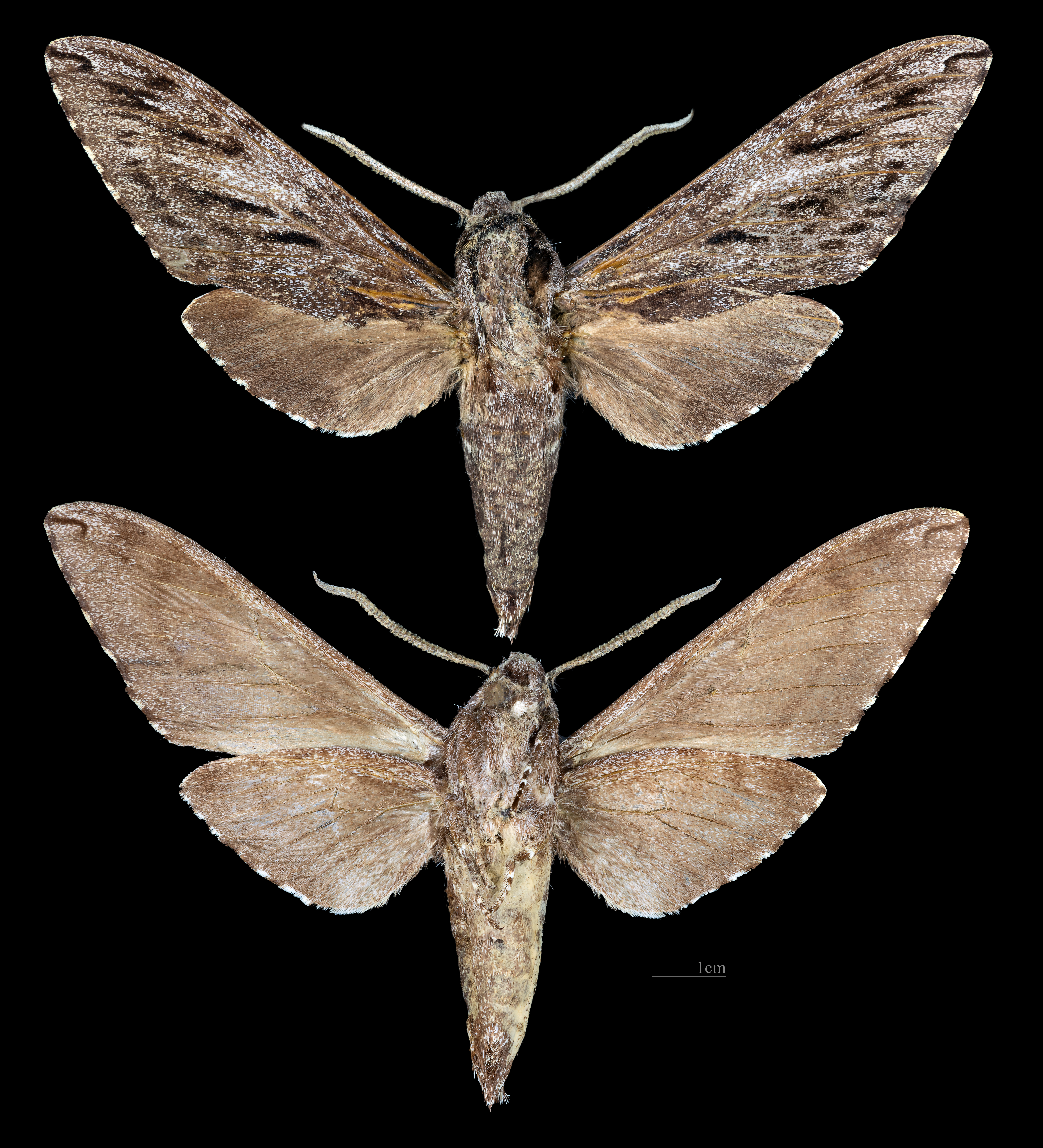
Sphinx formosana
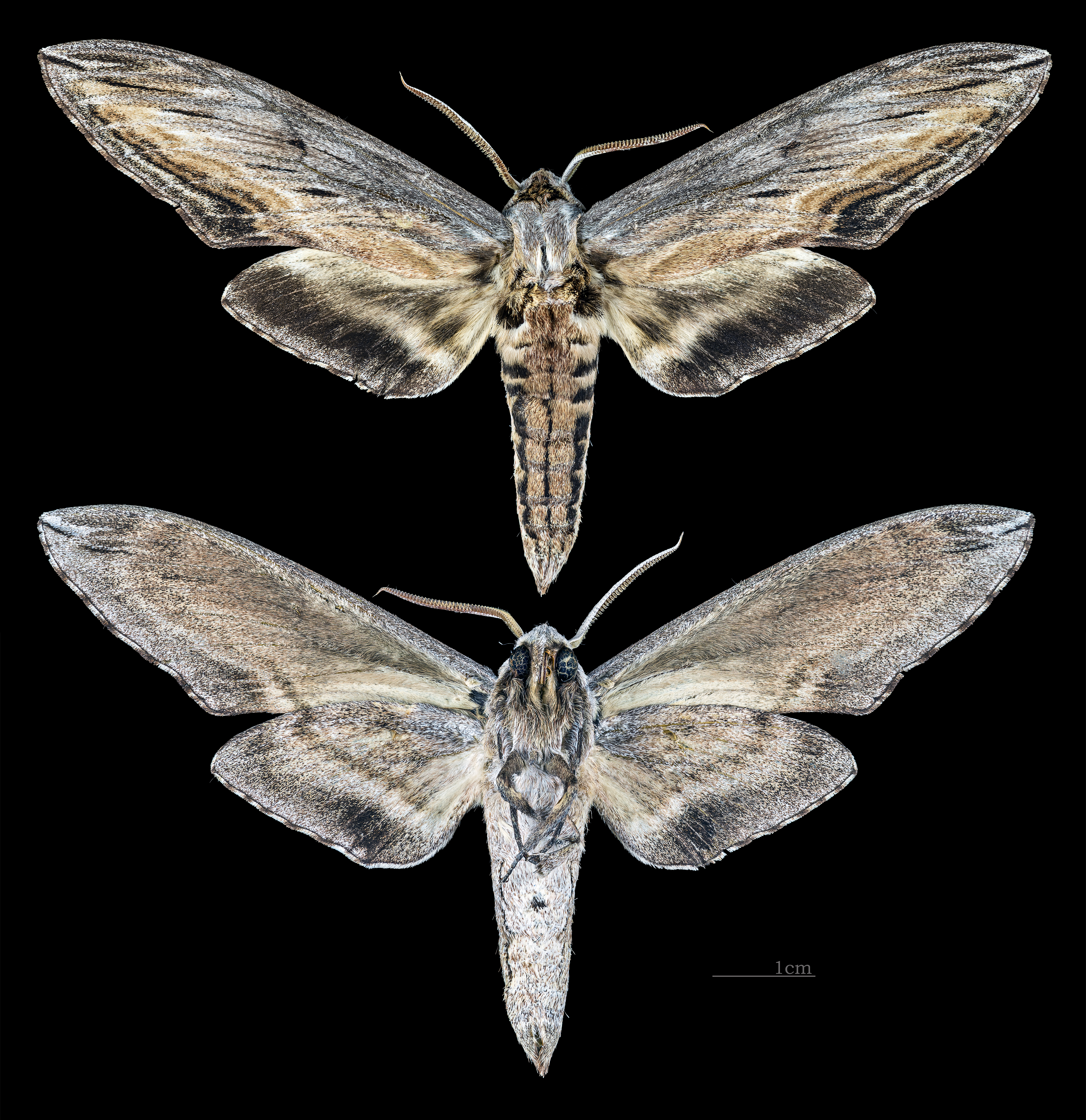
Sphinx franckii
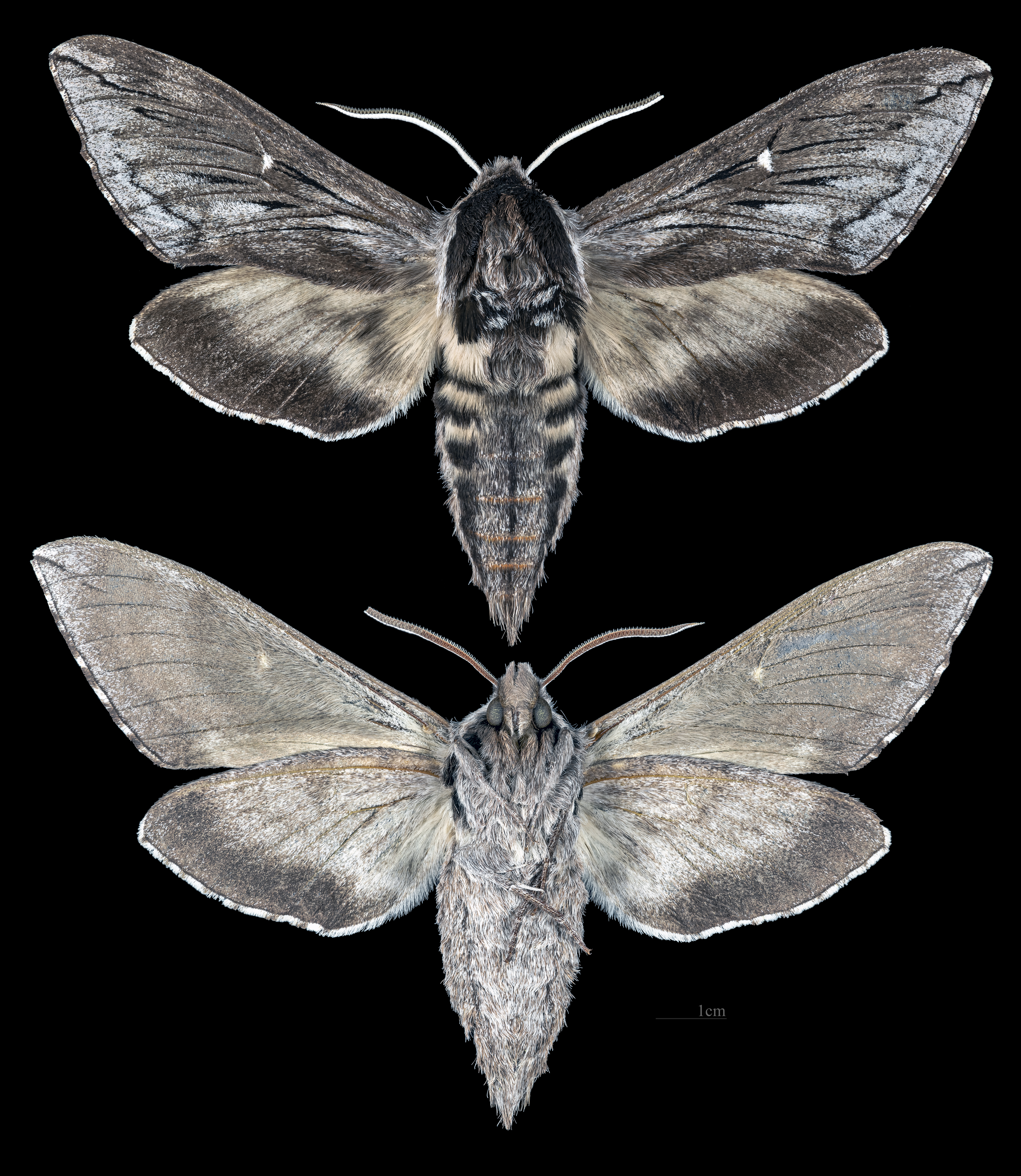
Sphinx gordius
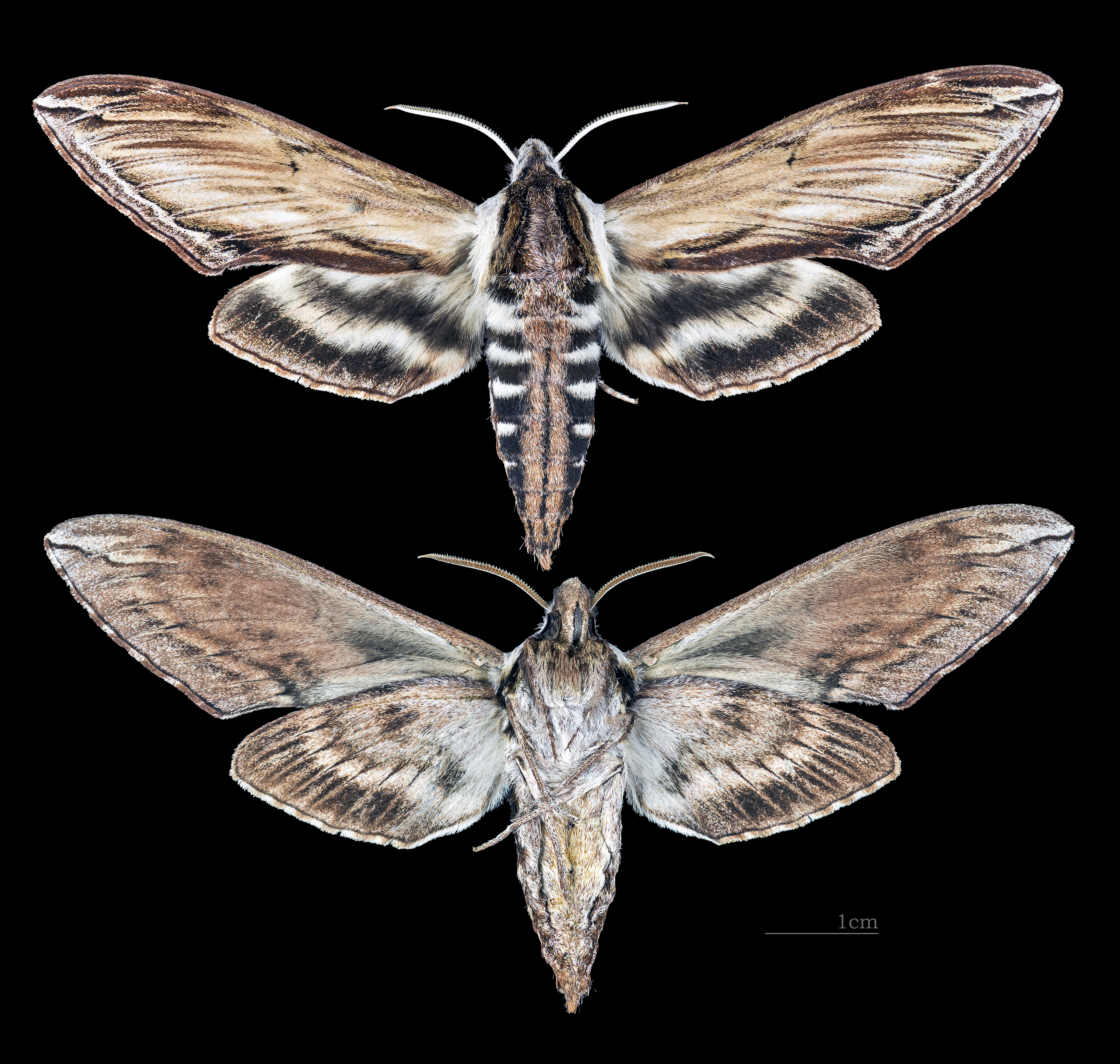
Sphinx kalmiae
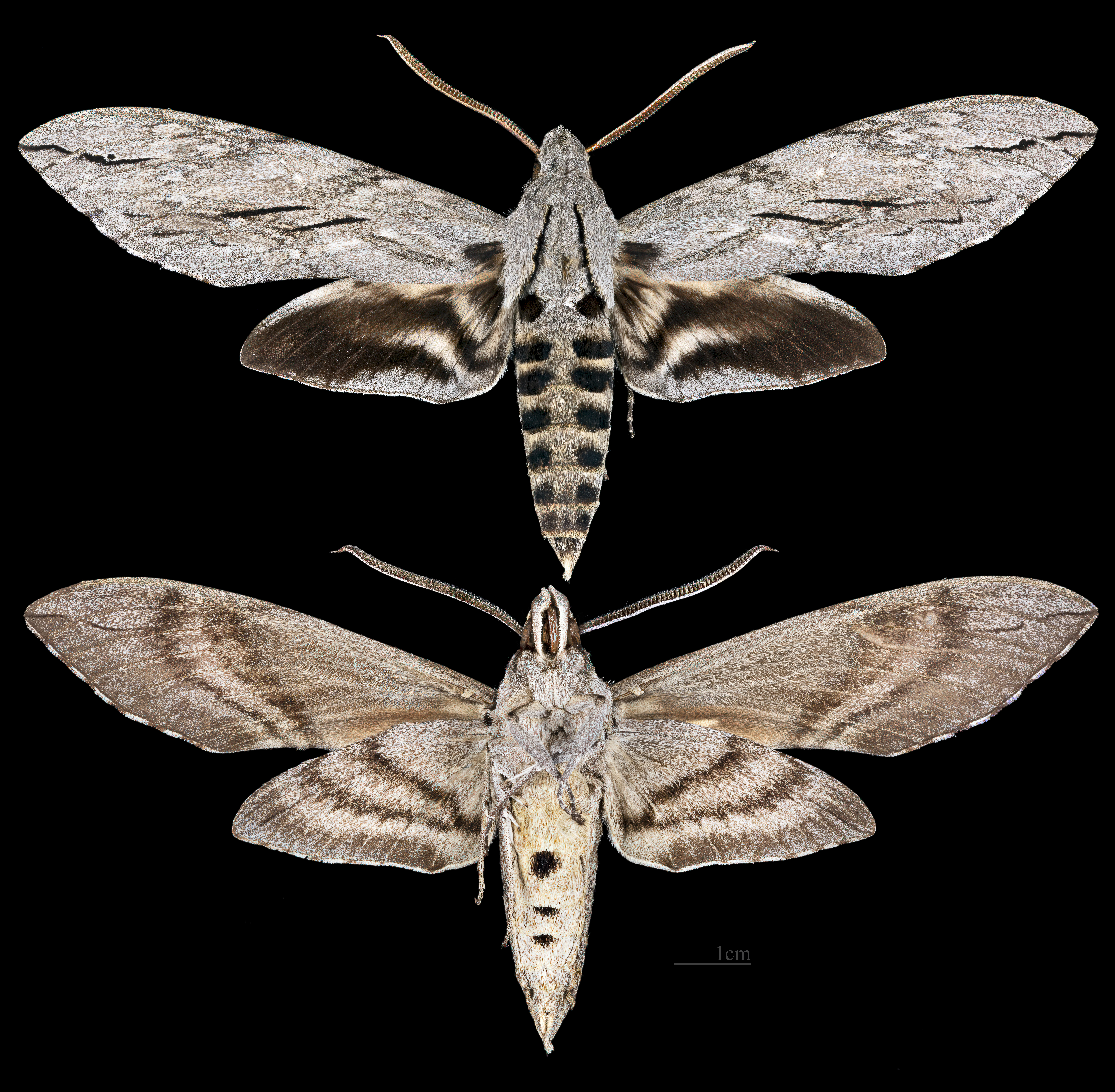
Sphinx kalmiae
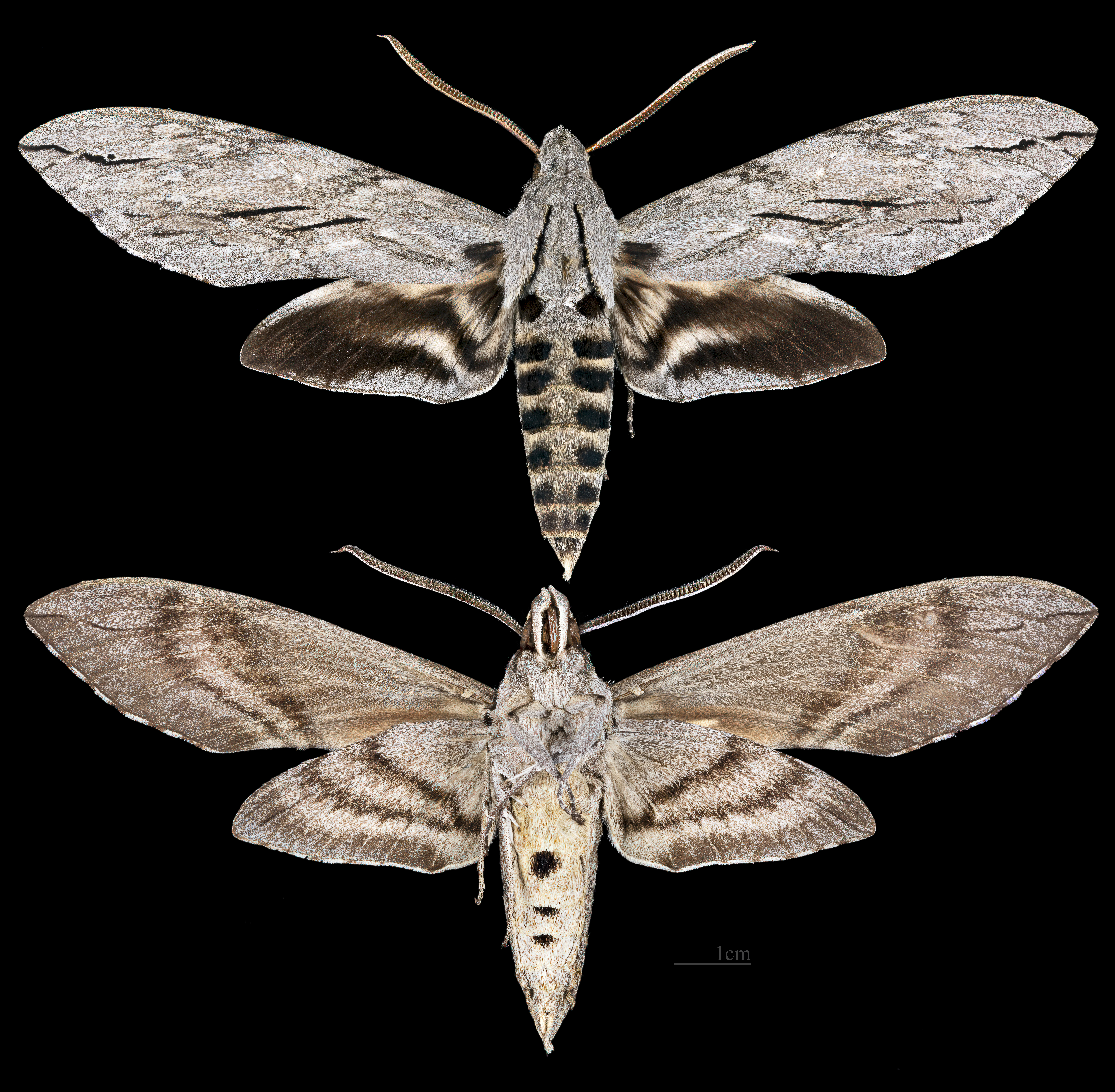
Sphinx leucophaeata
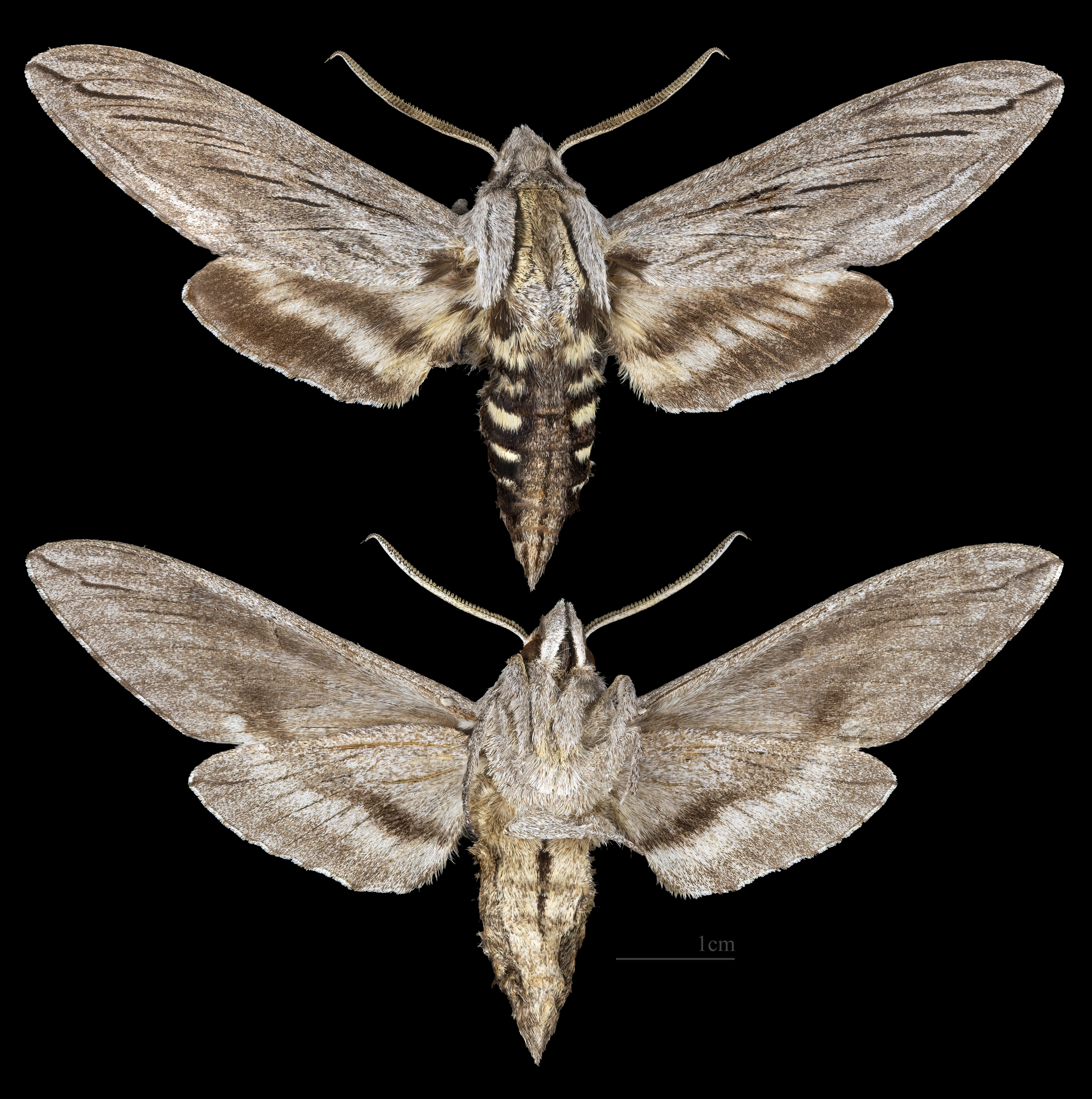
Sphinx libocedrus
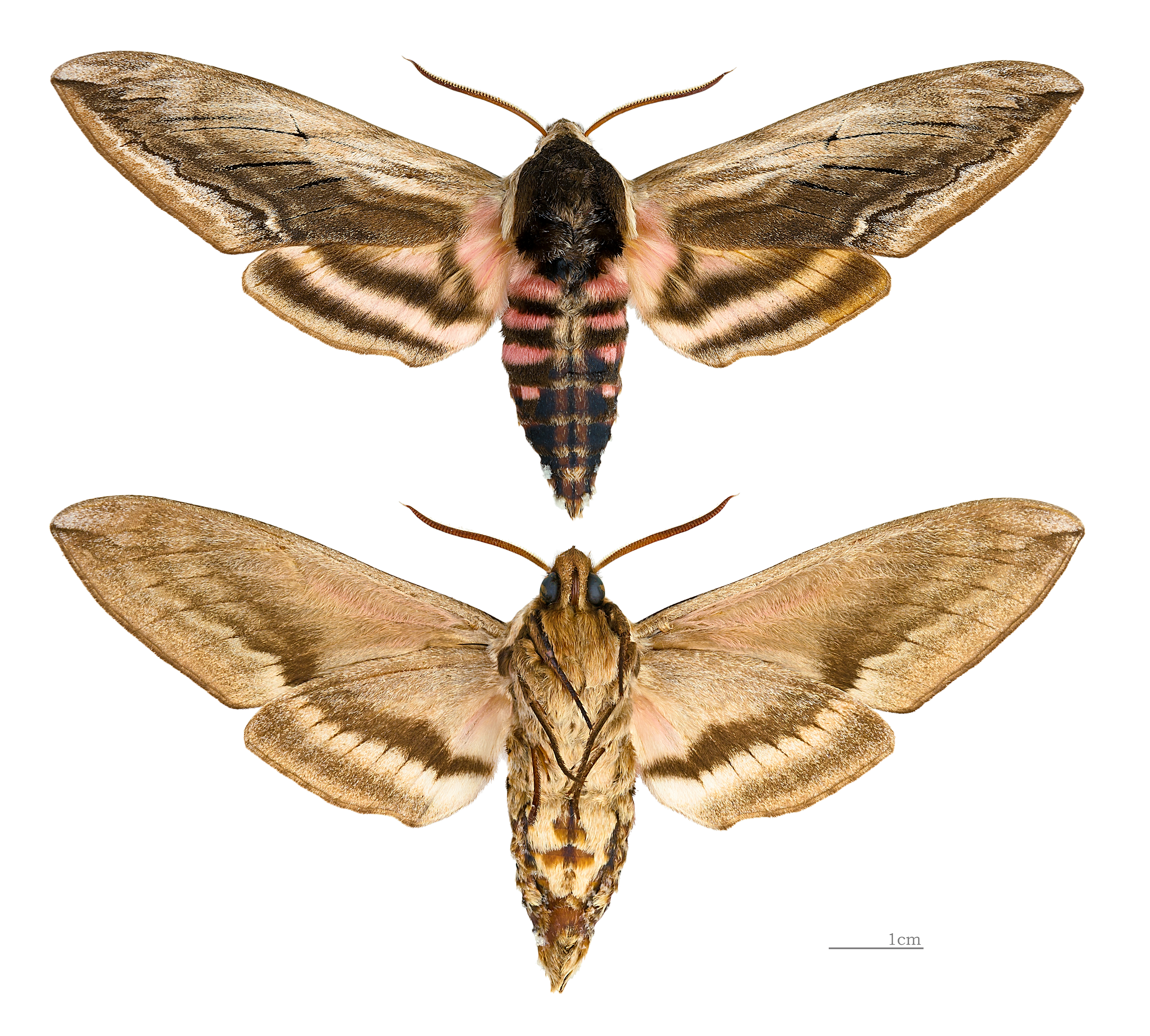
Sphinx ligustri
Sphinx luscitiosa
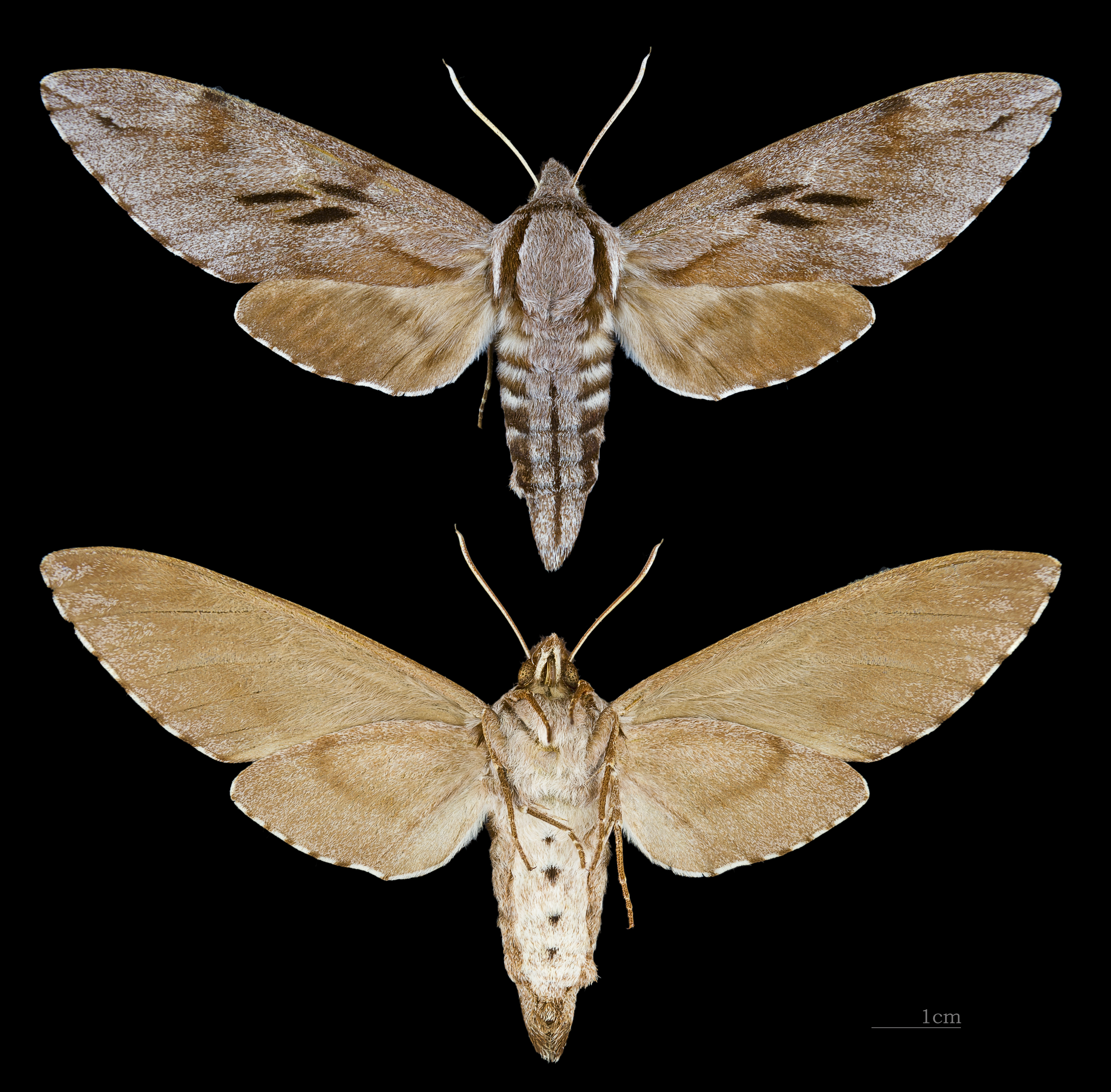
Sphinx pinastri
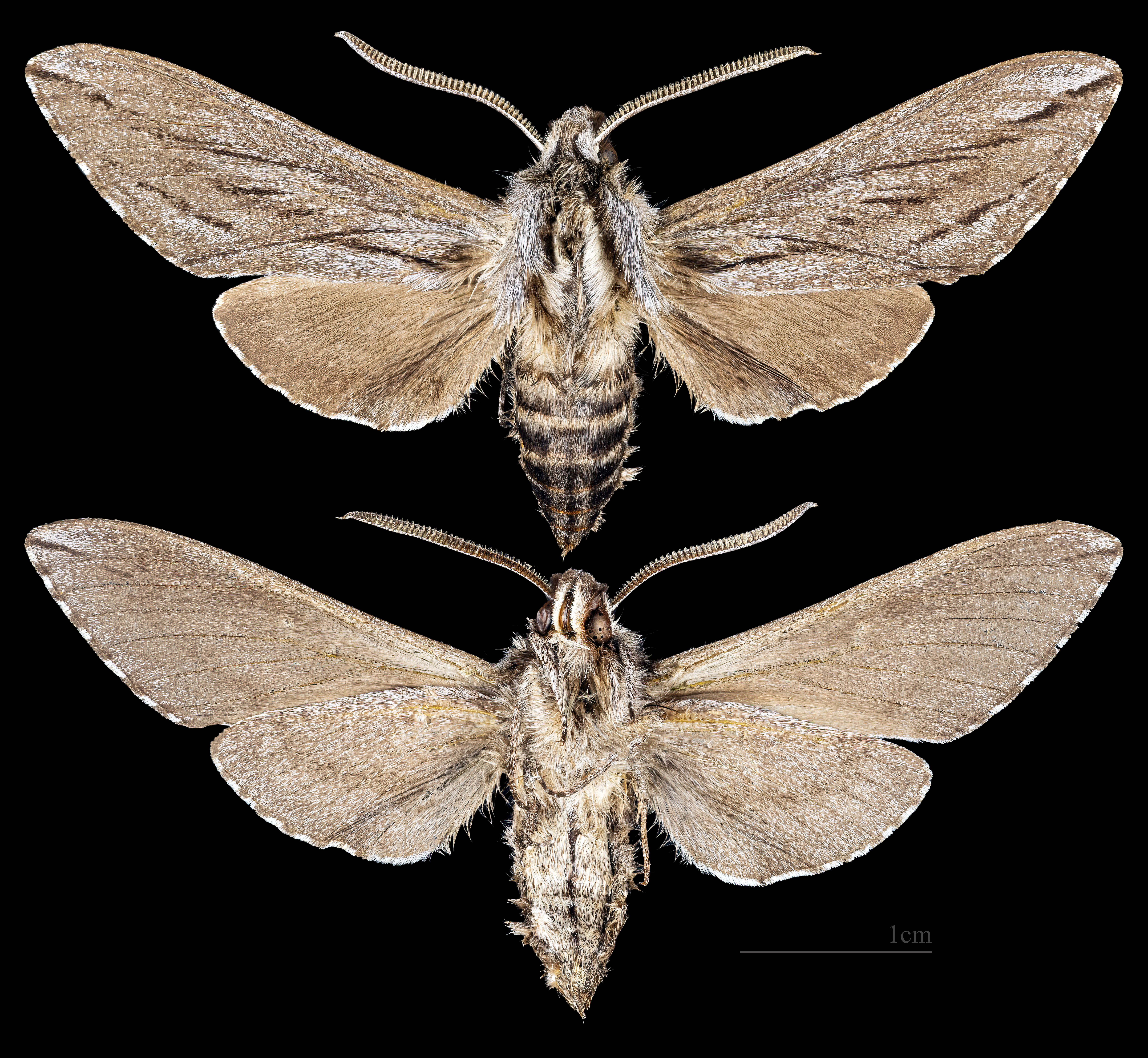
Sphinx sequoiae
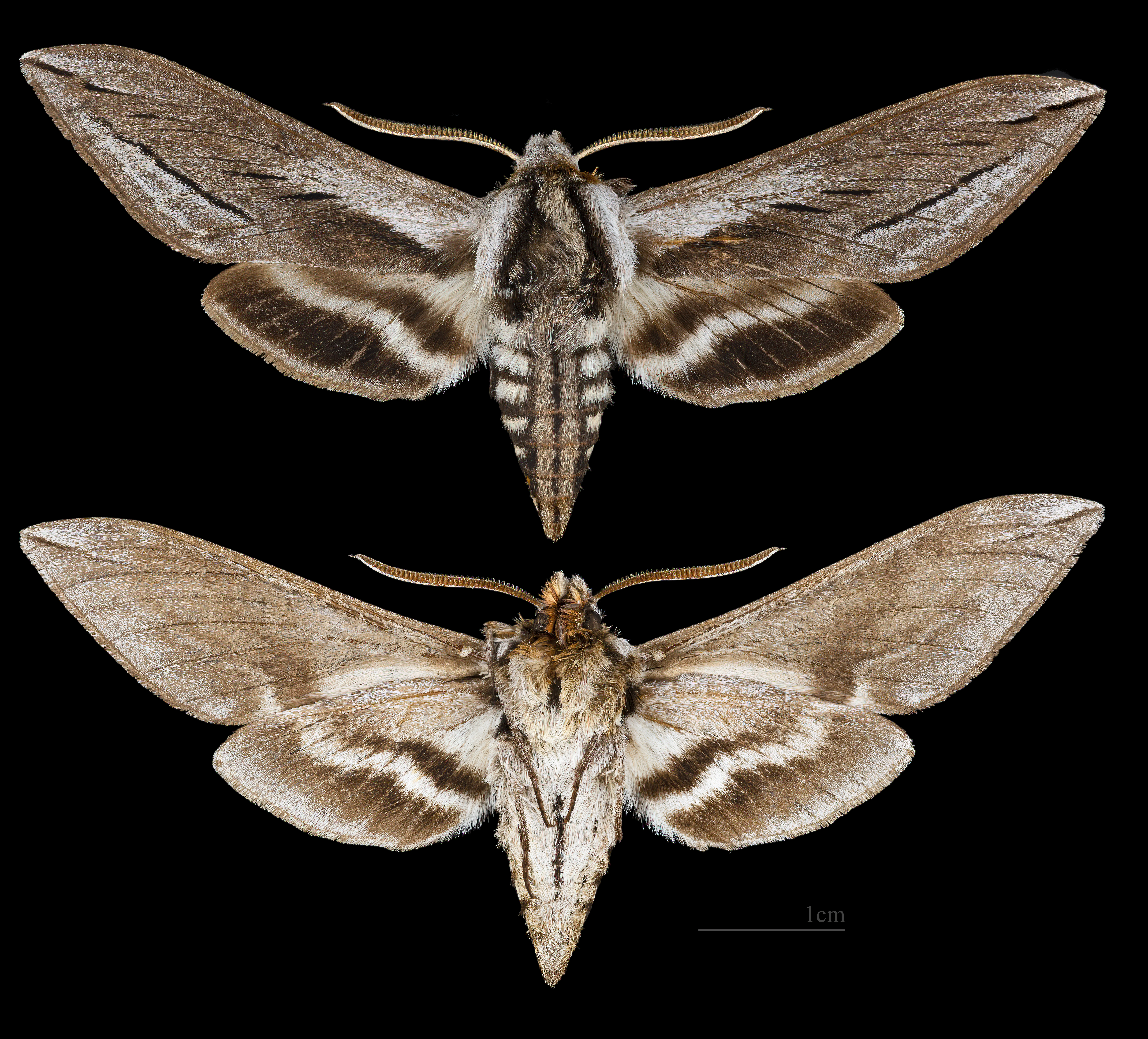
Sphinx vashti